# Casino de Montreal
El Casino de Montreal (en francés: Casino de Montréal) es un casino situado en la Île Notre-Dame, en Montreal, Quebec. Es el casino más grande de Canadá y está abierto veinticuatro horas al día, siete días a la semana a los clientes mayores de 18 años. Se abrió el 9 de octubre de 1993. El casino se compone de tres edificios interconectados. Dos de ellos, el Pabellón de Francia y el Pabellón de Quebec, fueron construidos para la Expo 67. La tercera es un anexo construido por el casino. El edificio principal cuenta con seis plantas, además del anexo y el edificio secundario (cuatro plantas).